# Loch Chon
Loch Chon est un lac d'eau douce qui se trouve en amont du Loch Ard, situé à l'ouest du village d'Aberfoyle, en Écosse.